# Ярослав Рона
Ярослав Рона (чеськ. Jaroslav Róna; 27 квітня  1957 року, Прага) — чеський скульптор і художник,кераміст, графік,сценограф,письменник та актор.

## Життя
Ярослав Рона народився 27 квітня  1957 року у Празі. Коли його не прийняли до художньої школи, він пішов у п'ятнадцять років у навчальний центр у Хлінську, де навчався на кухаря. Там він зацікавився кар'єрою візуального художника, написав свої перші картини. Пізніше, у вісімнадцять років, був прийнятий до Художньої школи Вацлава Холлара у Празі. З тих пір він займається окрім образотворчого мистецтва, літературою та кіно. Він захоплювався творчістю таких художників, як Едвард Мунк, Оскар Кокошка, Макс Бекман, Егон Шиле, Пабло Пікассо.
Після успішного закінчення середньої школи його прийняли до Академії мистецтв, архітектури та дизайну в Празі. Мистецтво зі скла опанував під керівництвом професора Станіслава Лібенського. У 1984 році закінчив Академію мистецтв, архітектури та дизайну в Празі, захистив дипломну роботу «Велика і маленька собака», виготував пару великих скульптур зі скла у металевій конструкції (наразі у колекції Національної галереї та галереї столиці Праги. Разом зі своїм другом Томашом Ворел він написав п'єсу «Маленька невдача». Він сам був режисером даної п'єси.
У 1987 році його студія випадково згоріла. У останній момент він вибіг із палаючої майстерні і врятувався. Того ж року він був співзасновником художньої групи (1987—1992) разом із живописцями та скульпторами організували виставку в Народному домі в Празі. Він подорожував доІталії. Рона повернувся безпосередньо перед Оксамитовою революцією (1989).

## Творчість
Ярослав Рона займався промоційним центром у Будівлі Асоціації образотворчих художників Манеса, де малював революційні листівки. Після короткої революційної паузи він присвятив себе живопису і скульптураі. У 1991 році працював над сценографією для фільму «Америка», за мотивами книги Франца Кафки) Ця робота була висунута на нагороду «Чеський лев». Після революції Рон вирушив доМексики, Ізраїля, Франції, Індонезії, Греції, Іспанії, Португалії, Шотландії, Індії та Канарські острови. У цей час він почав зосереджуватися на моделюванні. Митець надає перевагу скульптурі та живопису. Він регулярно виставляється на вітчизняних та закордонних виставках. Його найважливіша виставка відбулася на рубежі 1997/1998 рр. у Празі. У 2000 році Рону було запрошено Товариством Франца Кафки взяти участь у конкурсі на створення пам'ятника Францу Кафці. Він виграв конкурс, і в 2003 році пам'ятник було відкрито в Старому місті Праги. З 2005 року працює головним педагогом скульптурної студії I в Академії образотворчих мистецтв у Празі.
Про нього було знято документальний фільм «Мужність» (2016) режисера Павла Штінгла.

## Життя у датах
- 1963 по 1972 рр.- Дев'ятирічна початкова школа у Празі
- З 1972 по 1975 рр.- ПТУ ім. Кара Хлинського
- 1975—1978 рр. — Середня професійна школа образотворчих мистецтв у Празі
- 1978—1984 рр.- Академія мистецтв, архітектури та дизайну в Празі, спеціальність мистецтво скла — проф. Станіслав Лібенський
- Співавтор 1984 р. З Т. Ворлом та режисером п'єси «Маля незбеда», театру «Мімозастава». Він є членом генераційного театрального руху «Прага п'ять»
- 1985 р. -доцент — проф. Лібенський у літній скляній школі, Пілчук, США
- 1987 р. — відвідувач художника в літній скляній школі, Пілчук, США
- 1987 р.- співзасновник мистецької групи Тврдохлаві
- 1989 рік — реалізує чотири вітражі Поперечний переріз земної кори, будинок Оптики у Празі
- 1990 — скульптури Оскар, Прага — Південне місто
- 1992 р. — скульптури Лабіринту, пляжу готелю Мінос, Крит; Художнє рішення фільму Америка за Ф. Кафкою, номінованого на чеського Лева
- 1994 р. — статуї Лицар з Драконом, замок Кленова біля Клатових
- 1996 р.-скульптури Сепія, замок Кленова біля Клатових
- 1998 р. — Виставка в Будинку біля Кам'яного дзвоника в Празі
- 2001 р. Перемога в конкурсі на пам'ятник письменнику Францу Кафці; створює сцену для п'єси Ф. Шиллера — «Інтриги та любов до театру На Забрадлі» (режисер Й. А. Пітінський)
- Відкриття пам'ятника Францу Кафці у 2003 році, виграє Гран-прі громади архітекторів; Видає книгу малюнків та текстів — Умануте Кресбі
- 2005 — статуя Малого Марсіана, парк в Празі; в Академії образотворчих мистецтв у Празі як провідний педагог у галузі скульптури
- 2007 — скульптура Давида та Голіааф у Хебі; Ілюструє новелу Ф. Кафки та отримує нагороди року від графічної асоціації Холлар.
- 2008 — скульптурний міфічний корабель на Братиславській набережній; скульптура — світильник Ліберець
- Реалізація статуї у 2015 році Jošt Moravský у Брно на Moravské náměstí

## Відомі твори
- «Пам'ятник Францу Кафці» у Празі
- «Статуетка ангела» — Академія популярної музики
- «Притча з черепом» — Празький замок
- «Лицар з драконом», Сепія — Замок Кленова в Клатові
- «Оскар» — Південне місто , Прага
- «Лабіринт» — Крит
- «Саркофаг, моряки» — Микулов

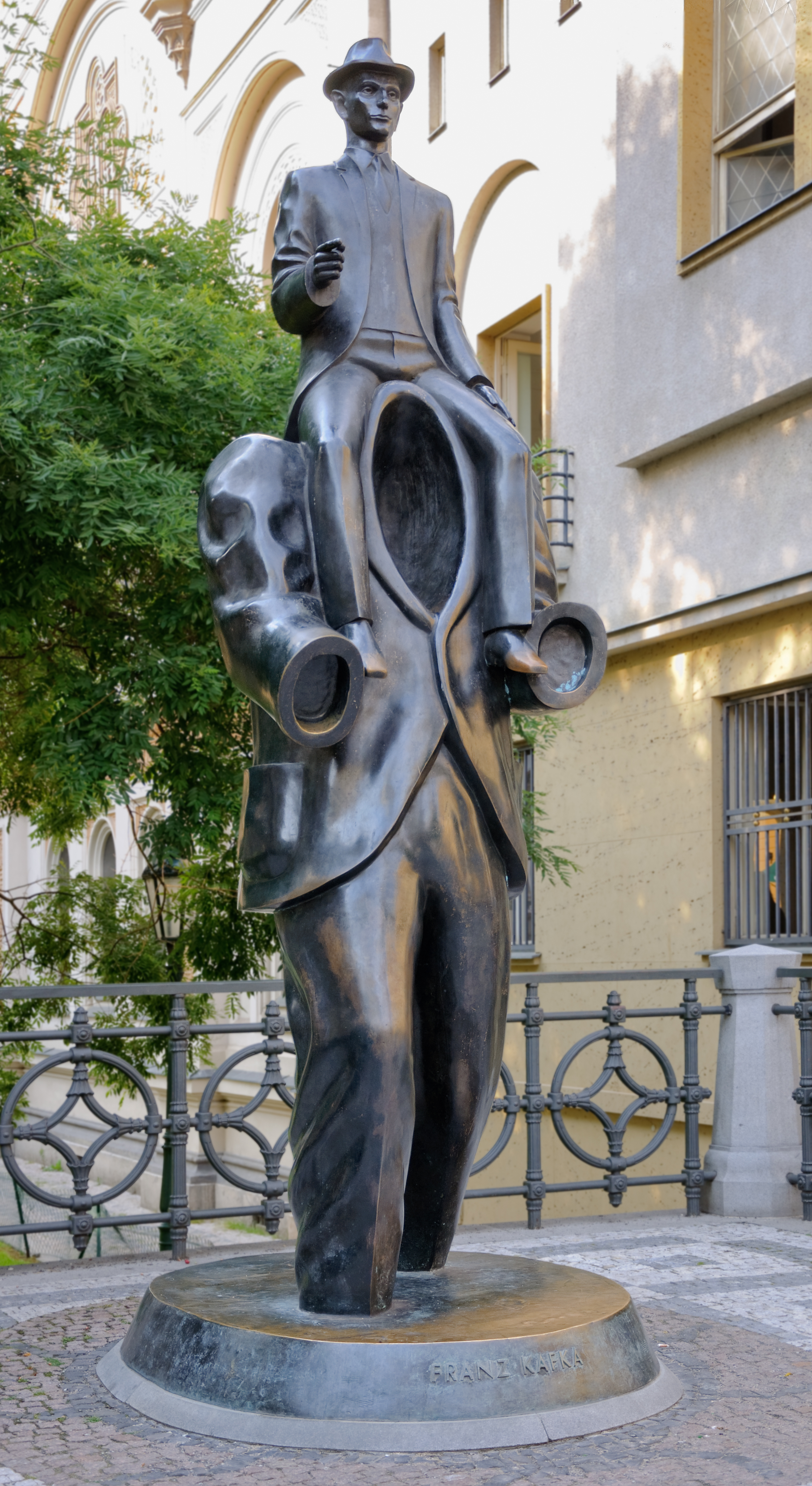
Kafka-Denkmal
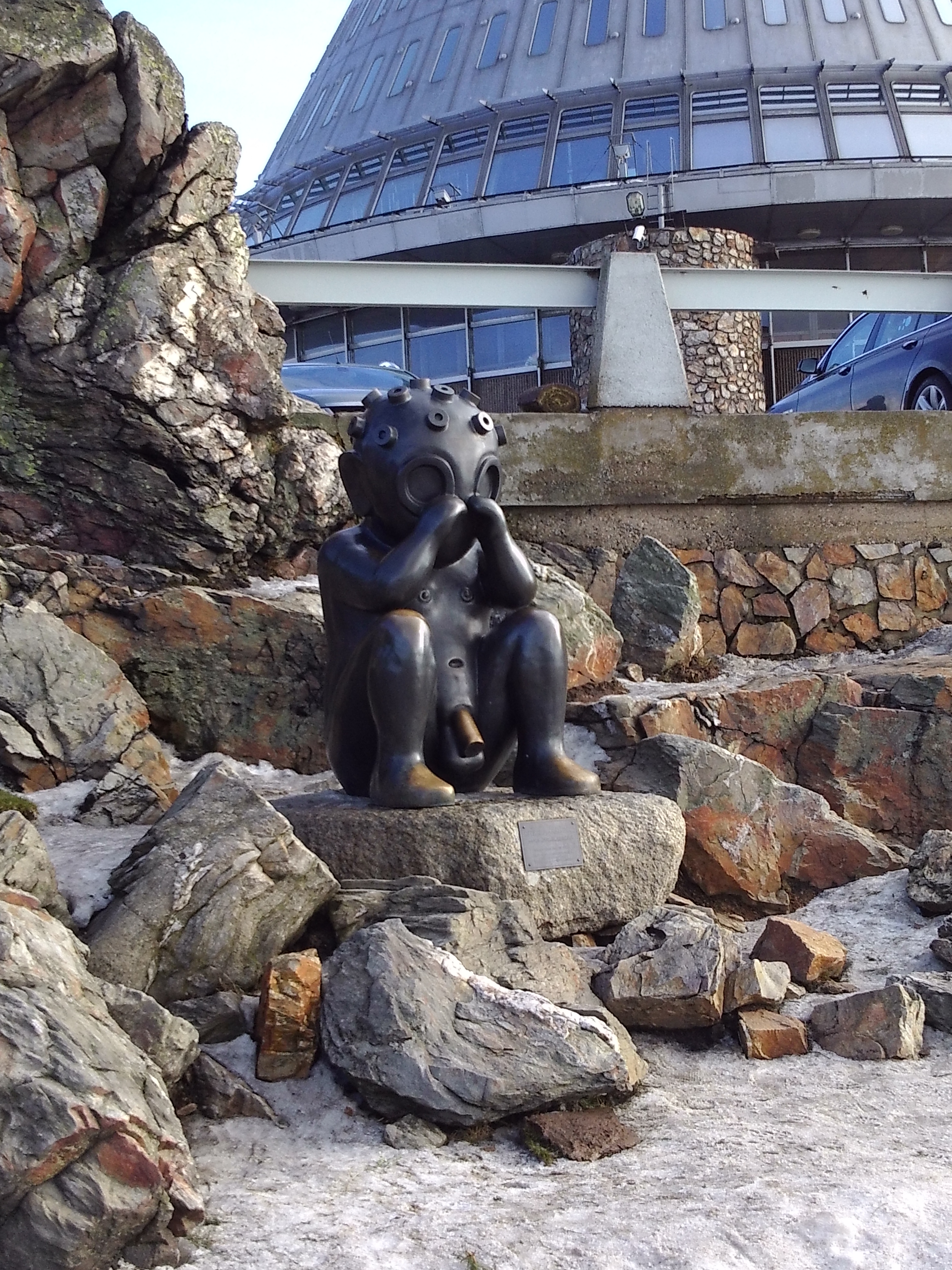
Dítě z Marsu
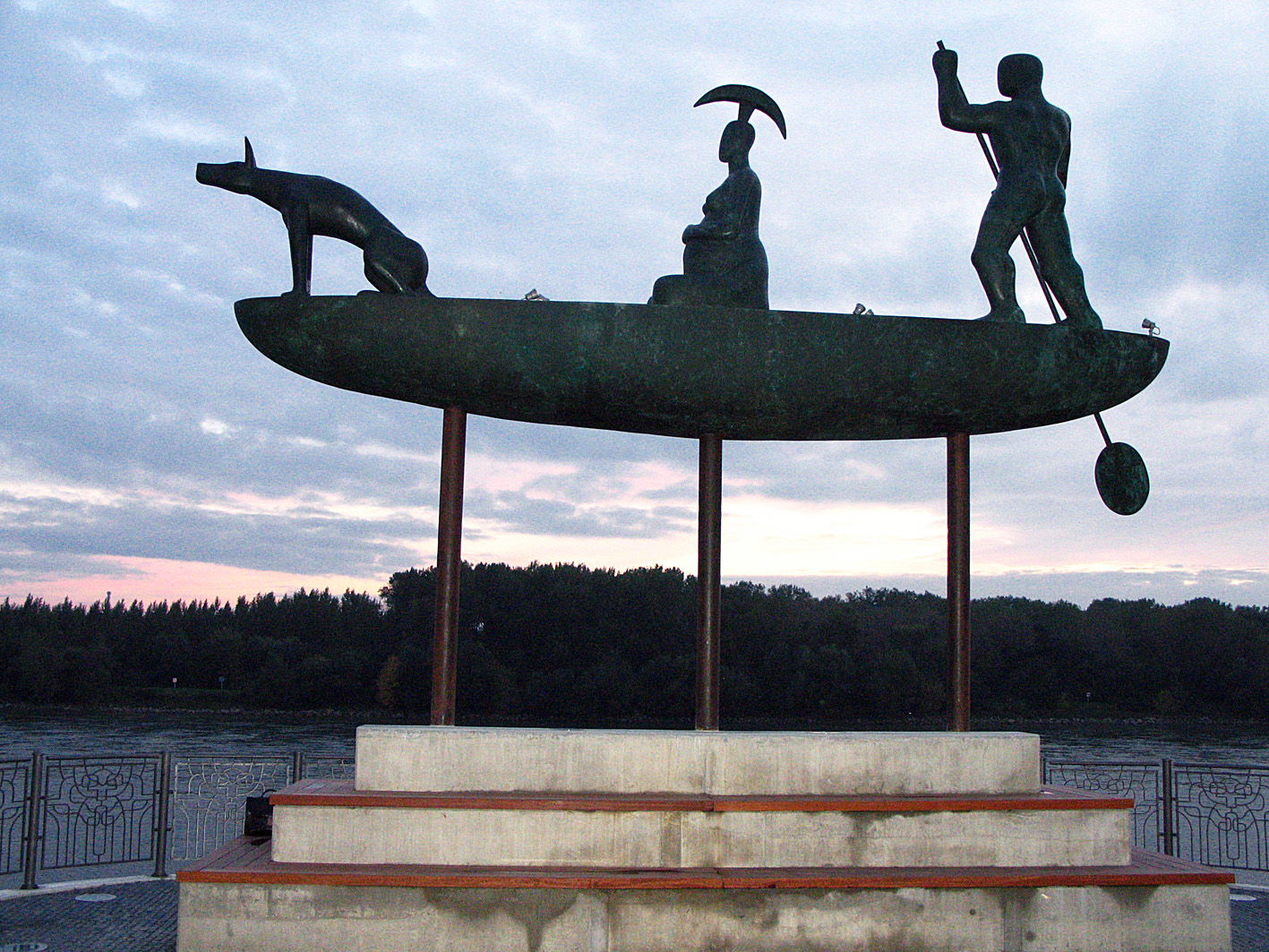
Mýtická loď
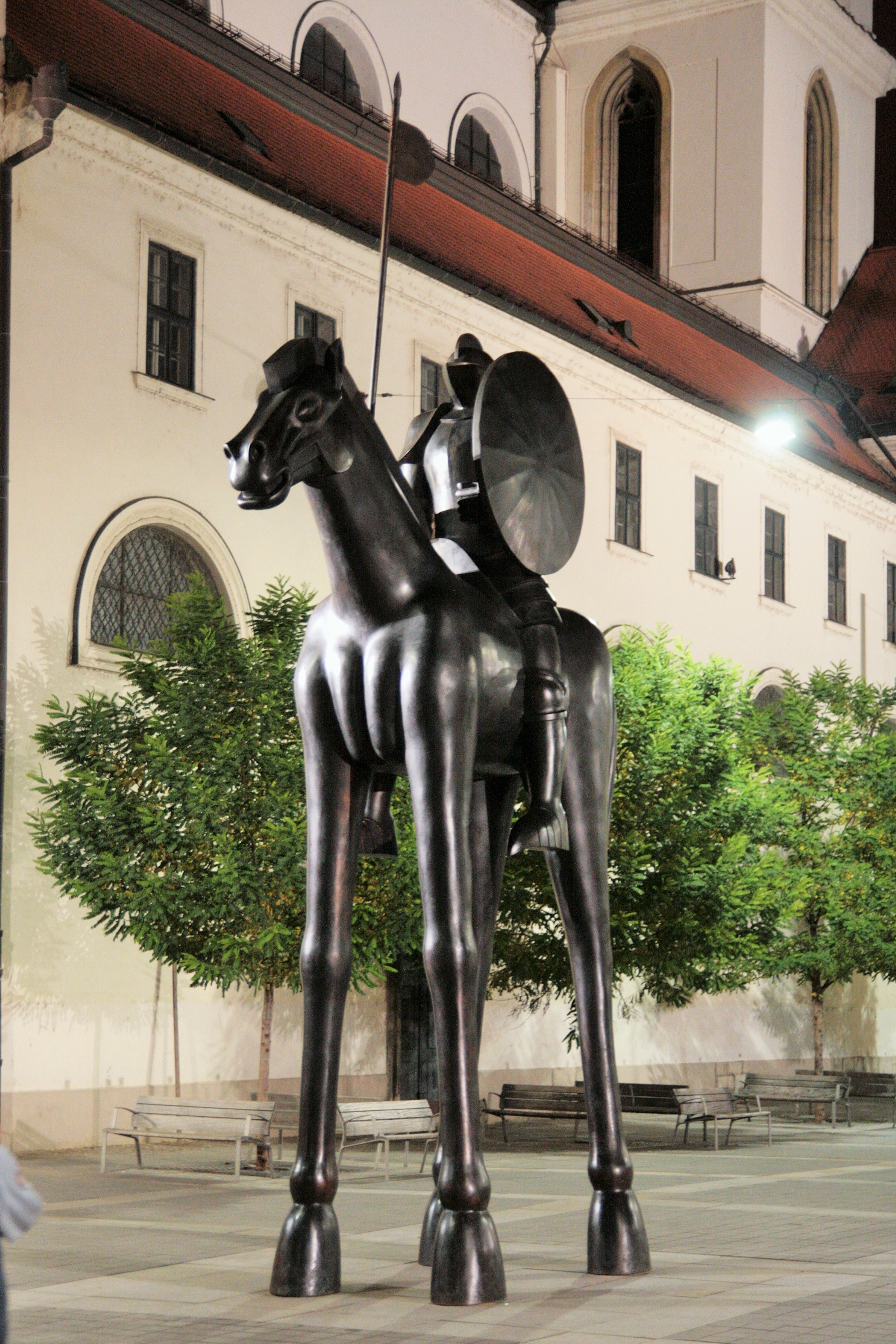
Reiterstandbild Odvaha